# 施连志
施连志（1964年6月3日—），出生于中国天津市，是已退役的中国职业足球运动员，司职门将，球员时代一直效力于天津队。

## 早年生涯
1984年，施连志与青年队队友霍建霆、宋连勇、段举等被上调至天津一队。最初作为津门传奇门将李纪明的替补，上场机会不多。80年代末期，李纪明退役后，施连志便当仁不让的成为球队的主力门将，并凭借着出色的发挥入选了当时由高丰文率领的国家队，参加了1988年亚洲杯；随后又参加了1990年世界杯预选赛。回到天津队后，球队陷入低谷，并最终于1991赛季结束后排名垫底，降入甲B联赛。

## 职业化之后
1994年，施连志随天津队征战当年的甲B联赛，获得联赛第二，晋级1995赛季的甲A联赛。95赛季足协杯首轮第二回合，球队客场挑战劲旅上海申花，比赛中双方剑拔弩张，队友石勇、霍建霆、沈奕以及主教练蔺新江先后被罚下，施连志本人也在比赛中飞铲上海球员张勇被警告，赛后被追加处罚，禁赛半年，直接导致球队闹起门荒。1996赛季在同北京国安的比赛中飞踹对方前锋高峰，赛后再度被禁赛。1998赛季的甲B联赛，施连志作为主力门将参加了前半赛季比赛，后半赛季慢慢淡出主力阵容，逐渐过渡成为教练员，1999赛季宣布挂靴。退役后的施连志常年在天津队教练组任教，辅佐过数位天津队主帅，期间曾经指导过江津、刘云飞、宗磊三位国字号门将；后来曾经担任过中国女足的守门员教练。现是天津体育局官员。